# Nakhlite

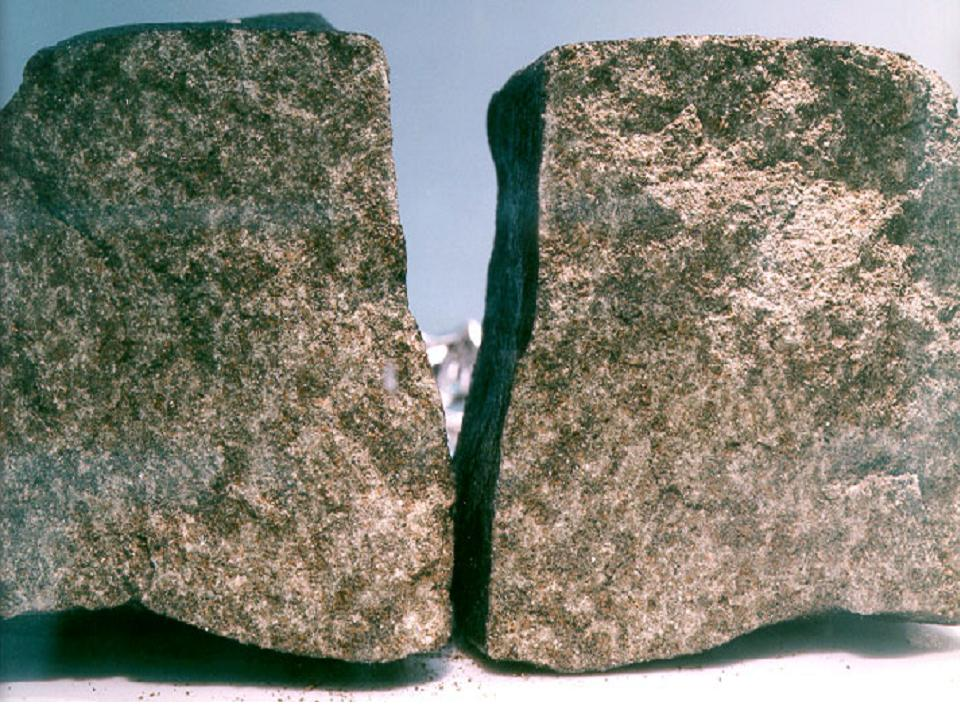
Les deux moitiés de la météorite de Nakhla, montrant ses surfaces intérieures après avoir été brisées en 1998.

La nakhlite est un groupe de météorites martiennes, nommées d'après la première météorite de ce type, la météorite de Nakhla.
Les nakhlites sont des roches magmatiques riches en augite et formées à partir du magma basaltique il y a environ 1,3 milliard d'années. Elles contiennent des cristaux augite et d'olivine. Leurs âges de cristallisation, comparés à la chronologie du décompte des cratères de différentes régions de Mars, suggèrent que les nakhlites se sont formées sur la grande construction volcanique du dôme de Tharsis, Elysium Planitia ou Syrtis Major Planum.

## Histoire
Une étude de 2017 les a datées d'au moins quatre éruptions différentes de 1 416 ± 7 à 1 322 ± 10 Ma. Il a été démontré que les nakhlites étaient baignées d'eau liquide il y a environ 620 millions d'années et qu'elles ont été éjectées de Mars il y a environ 10,75 millions d'années par un impact d'astéroïde. Elles sont tombées sur Terre au cours des 10 000 dernières années.

## Cratère source possible d'Elysium Planitia
Un cratère de 6,5 km de diamètre à 29,674° N, 130,799° E
dans les plaines volcaniques au nord-ouest d'Elysium Mons a été identifié comme une source possible. Sur la base des dimensions du cratère, le taux de croissance déduit du volcan sources au cours de cet intervalle est de 0,4 à 0,7 mètre par million d'année, bien plus lent que ce à quoi on pourrait s'attendre pour un volcan terrestre, ce qui implique que le volcanisme martien avait considérablement ralenti à ce stade de l'histoire.

## Échantillons

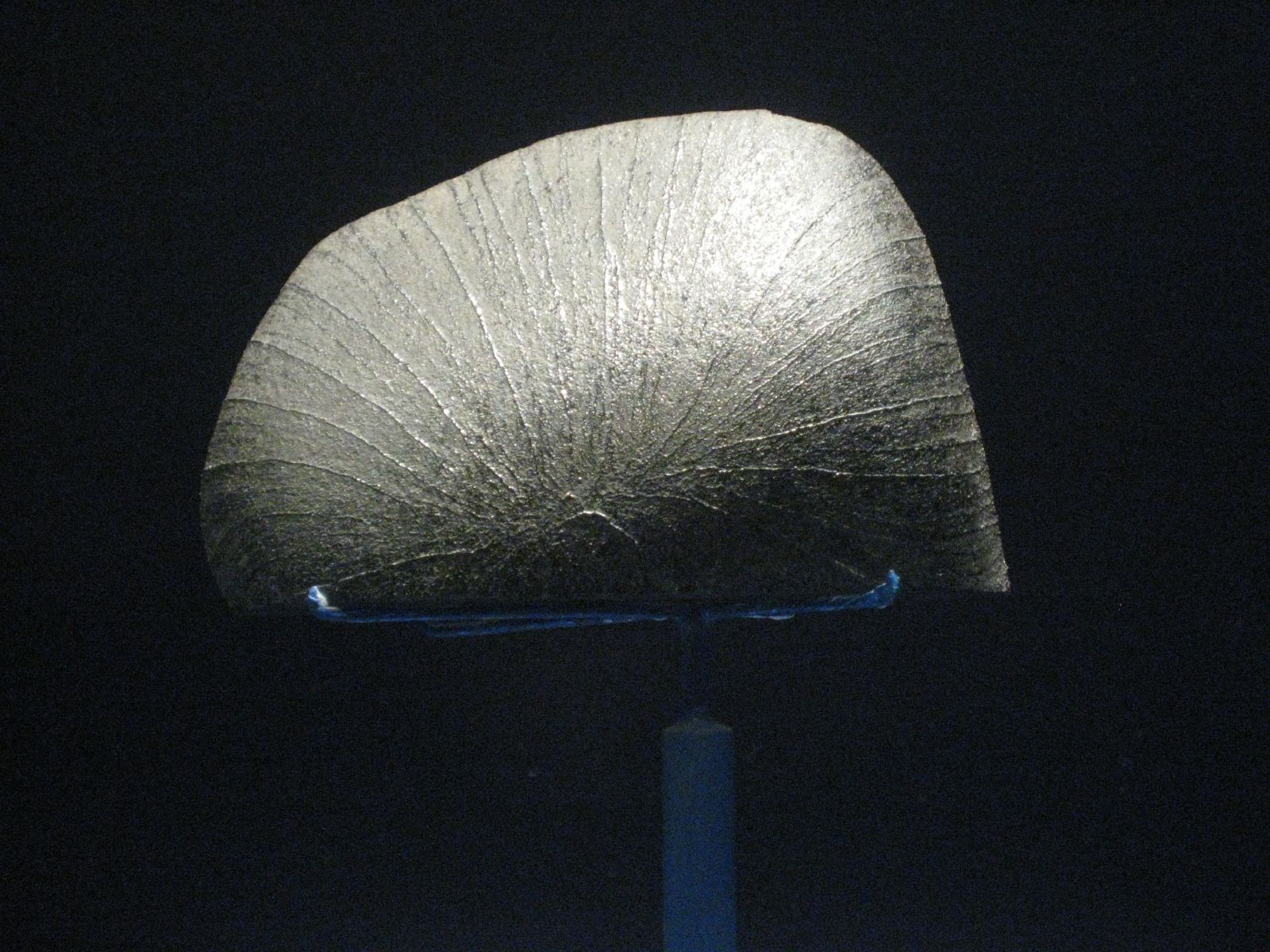
Lafayette

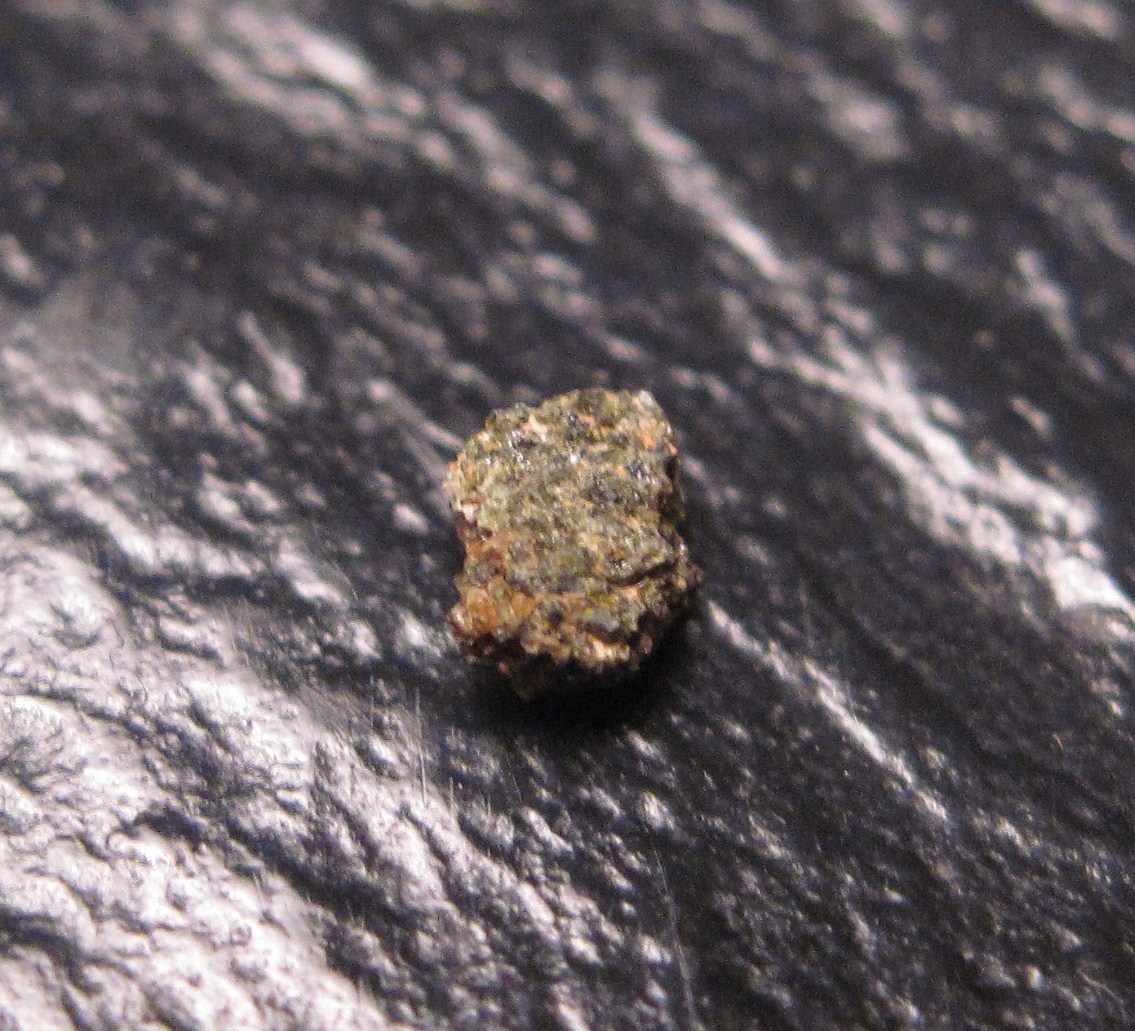
NWA 998

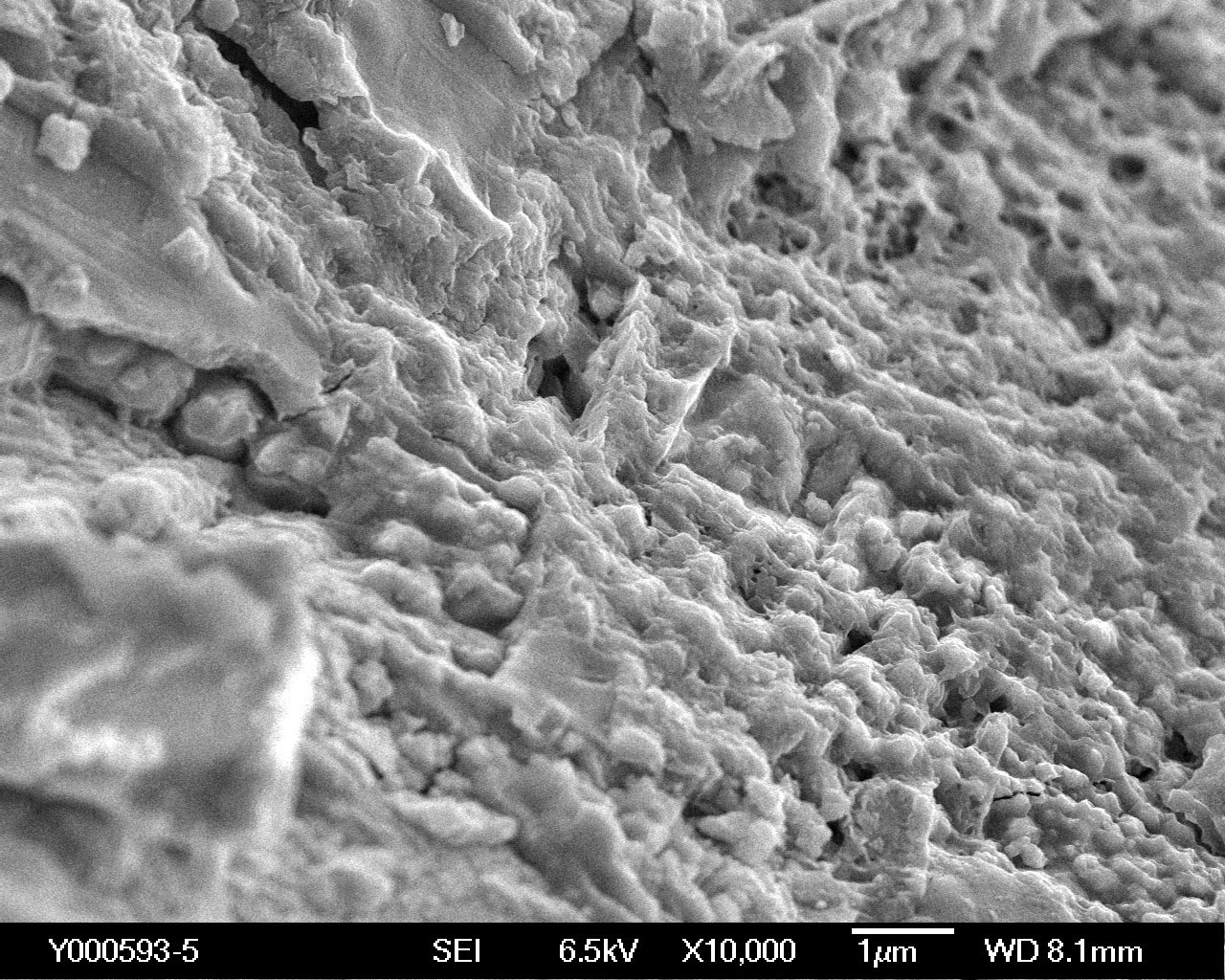
Y000593

Les échantillons de nakhlites suivants sont connus.
- La météorite de Nakhla (environ 40 échantillons, poids total estimé : 10 kg (22 lb), à proximité de Nakhla en Égypte, 1911)
- La météorite de Governador Valadares[3]
- La météorite de Lafayette, 800 g, avant 1931[4]
- NWA817, 104 g, Maroc, 2000[5]
- NWA998, 456 g, Maroc, 2001[6]
- Yamato 000593, 13,7 kg (30 lb)[7],[8],[9],[10],[11]
- Yamato 000749, 1,28 kg (2,8 lb)[10],[12]
- Yamato 000802, 22 g[10]
- MIL 03346, Chaînon Miller, Antarctique[13]
- MIL 090030, MIL 090032 et MIL 090136, Chaînon Miller, Antarctique[13]